# 스트리트볼
스트리트볼(streetball)은 야외 코트를 사용하여 단순화된 규칙에 따라 플레이하는 농구의 일종이다. 주로 거리에서 진행되기 때문에 이렇게 불린다. 길거리 농구, 스트리트 바스켓볼(street basketball) 등으로도 불린다.

## 개요
일반적으로 길거리나 공원에 설치된 농구 링과 코트를 이용하여 이루어진다. 정식 농구와 달리 5 대 5의 형태로 되지 않는 경우도 많고, 참가자의 수에 따라 1on1 , 3on3 등으로 불린다. 또한 심판이 없는 경우가 많다.
미국에서는 공원 등에 스트릿볼 코트가 많이 설치되어 있으며, 농구 브랜드 AND1이 출범하여 AND1 라이브 투어도 인기를 끌고있다.
스트리트볼이 이벤트로서 개최되면 DJ가 힙합 등의 음악을 틀고 MC가 선수를 야유하거나 때로는 관객들에게 게임의 진행이나 규칙을 설명하면서 경기를 전개해 나간다.
스트리트볼의 세부 종목 중 3on3 종목은 국제 농구 연맹 (FIBA)에 의해 3x3농구 (FIBA 33)이라는 이름으로 공식 규정화되어 있다.

## 같이 보기
- 3x3 농구
- 국제 농구 연맹